# 레쓰링
"레쓰링"은 2014년에 개봉한 대한민국의 영화이다.

## 캐스팅
- 최성국 : 해주 역
- 송은채 : 은희 역
- 하나경 : 강신혜 역